# Simon Nicol

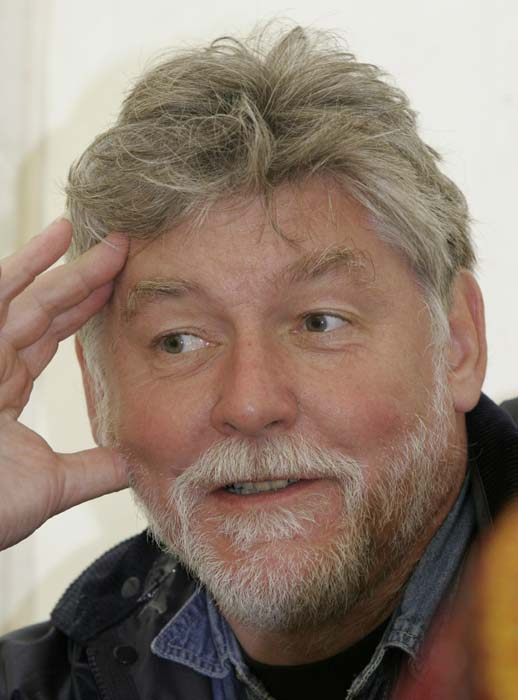
Simon Nicol 2005 bei einer Pressekonferenz

Simon John Breckenridge Nicol (* 13. Oktober 1950 in Muswell Hill, London Borough of Haringey) ist ein englischer Folkrock-Sänger, -Gitarrist und -Dulcimerspieler.
1967 gehörte Nicol zur Gründungsbesetzung von Fairport Convention, bei denen er nach Richard Thompsons Ausscheiden 1971 zum Frontman wurde. Nicol war bis auf einen kurzen Zeitabschnitt zwischen 1972 und 1976 Mitglied der Band. Anfang der 1970er Jahre begann er zusätzlich auch bei der Albion Country Band beziehungsweise später dann bei der Albion Band, zu spielen. Nebenbei nahm er mit vielen verschiedenen Folk-Interpreten Platten auf, darunter Art Garfunkel, Al Stewart, John Martyn, Beth Nielson Chapman und Julie Covington, und ging mit Dave Swarbrick auf Tournee.
1984 kam Nicols Solodebüt Close to the Wind auf den Markt, gefolgt von Before Your Time (1986) und Consonant Please Carol (1992).